# Lucio Cornelio Lentulo (console 199 a.C.)
Lucio Cornelio Lentulo (latino: Lucius Cornelius Lentulus) (fl. III-II secolo a.C.) è stato un politico romano.

## Biografia
Nel 213 a.C. venne eletto decemvir sacris faciundis. Fratello di Gneo Cornelio Lentulo, che fu a sua volta console nel 201 a.C.
Fu pretore in Sardegna nel 211 a.C.. 1.11 Allo stesso vennero quindi affidate due legioni, che l'anno precedente erano state comandate da Quinto Mucio Scevola. Sono da ascrivere probabilmente a lui una serie di monete coniate in questo periodo in Sardegna. La serie è composta da un quinario in argento, e da asse, semisse, triente, quadrante e sestante in bronzo.
Successivamente subentrò a Scipione come proconsole in Spagna e ricoprì tale incarico per ben 11 anni. Al suo rientro a Roma, nel 200 a.C., gli fu concessa solo un'ovazione, perché aveva solo il rango di proconsole.
Nel 204 a.C., durante l'assenza dalla Spagna, fu nominato edile curule con il fratello Gneo. Al suo ritorno dalla Spagna fu eletto console per il 199 a.C. e successivamente fu inviato come proconsole in Gallia. Nel 196 a.C. fu ambasciatore in Siria presso Antioco III il Grande.
Morì probabilmente nel 173 a.C.